# ジャウメ・ドメネク
- ハウメ・ドメネク

ジャウメ・ドメネク・サンチェス（Jaume Domènech Sánchez  ,  1990年11月5日 - ）は、スペイン・バレンシア州カステリョン県アルメナーラ出身のプロサッカー選手。プリメーラ・ディビシオンのバレンシアCFに所属している。ポジションはGK。

## 来歴
2007年にビジャレアルCFのカンテラに入団。2009年にプロ契約を結び、2009-10シーズンはローン移籍でCDオンダでプレーし、トップチーム入りを目指すも、Cチームから抜け出せず、2012-13シーズン限りで退団。
その後加入したCDパロでレギュラーを掴み活躍すると、2013年冬にウラカン・バレンシアCFへ移籍。そこでは活躍することはできなかったものの、2013年夏にウラカン・バレンシアCFの監督を務めていたニコ・エステベスがバレンシアCFのBチームであるバレンシアCF・メスタージャの監督に就任する際に同チームへと引き抜いてきた。2015-16シーズンにトップチームに昇格。2015年9月12日のスポルティング・デ・ヒホン戦で、ジエゴ・アウヴェスとマシュー・ライアンの負傷欠場を受けて、ヌーノ・エスピーリト・サント監督はドメネクを先発に起用。ドメネクは期待に応え、リーガデビュー戦を1-0の完封勝利で飾った。更に2日後には2018年までの契約に合意した。
ドメネクは2016年9月および2019年11月に新しい契約を結び、バレンシアとの契約を2023年まで延長し、買い戻し条項として5,000万ユーロを設定しました。2020年夏、クラブは財政問題のためにライバルのヤスパー・シレッセンを放出しようとしましたが、実現しませんでした。それにもかかわらず、2020–21ラ・リーガシーズンでは、シレッセンが怪我で離脱したため、リーグ戦の大部分でプレーしました。
2021–22ラ・リーガシーズンでは、新加入のジョルジ・ママルダーシュヴィリとシレッセンに次ぐ第3GKとなりましたが、後者が退団後に控えに昇格しました。しかし、2022年9月8日、ドメネクは深刻な膝の怪我を負いました。その翌日、彼は契約を2025年まで延長しました。

## タイトル
バレンシアCF
- コパ・デル・レイ：2018-19